# Chełm (Bochnia)
Chełm ist eine Ortschaft mit einem Schulzenamt der Landgemeinde Bochnia im Powiat Bocheński der Woiwodschaft Kleinpolen, Polen.

## Geographie
Der Ort liegt am rechten Ufer des Flusses Raba.
Die Nachbarorte sind Moszczenica im Osten, Siedlec im Süden, Łężkowice im Südwesten, Targowisko im Nordwesten.

## Geschichte
Chełm ist in der Gemeinde Bochnia neben Łapczyca das älteste Dorf. Im 10. Jahrhundert existierte dort ein Slawischer Burgwall. Der Ort lag an der Handelsstraße aus Ungarn nach Krakau, die später als Via Regia Antiqua bezeichnet wurde. Chełm wurde im Jahre 1198 erstmals urkundlich erwähnt. Seit diesem Jahr gehörte es mit der lokalen Kirche, Markt und Wirtshaus zum Ritterorden vom Heiligen Grab zu Jerusalem in Miechów.
Bei der Ersten Teilung Polens kam Chełm 1772 zum neuen Königreich Galizien und Lodomerien des habsburgischen Kaiserreichs (ab 1804). Im Jahre 1900 hatte das ganze Dorf in 42 Häusern 204 Einwohner, davon alle polnischsprachig und römisch-katholisch.
1918, nach dem Ende des Ersten Weltkriegs und dem Zusammenbruch der k.u.k. Monarchie, kam Chełm zu Polen. Während der Besetzung Polens durch die Wehrmacht im Zweiten Weltkrieg gehörte es zum Generalgouvernement.
Von 1975 bis 1998 gehörte Chełm zur Woiwodschaft Tarnów.

## Sehenswürdigkeiten
- Römisch-katholische Kirche, gebaut 1738–1749
- ein Soldatenfriedhof vom Ersten Weltkrieg

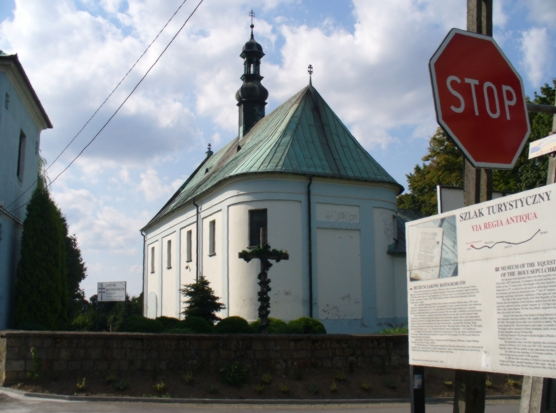
Katholische Kirche
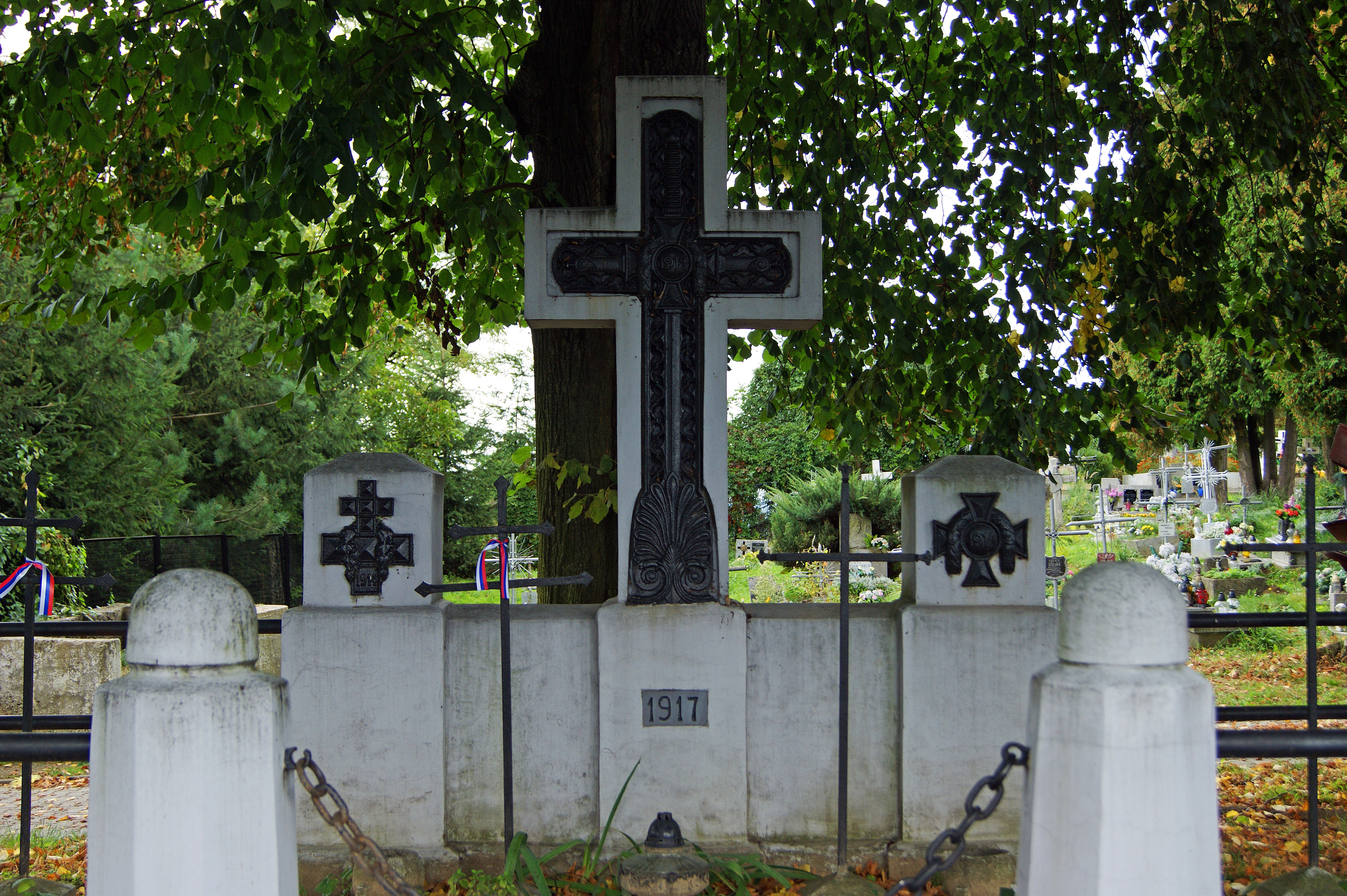
Soldatenfriedhof

## Verkehr
Durch Chełm verläuft die Staatsstraße DK 94, die Zgorzelec durch Kraków mit Tarnów verbindet.